# Karol Grandek
Karol Grandek (ur. 11 kwietnia 1949 r. w Kamieniu Śląskim) – polski informatyk, elektrotechnik, specjalizujący się w automatyce, informatyce i układach programowalnych; nauczyciel akademicki związany z Politechniką Opolską.

## Życiorys
Urodził się w 1949 roku w Kamieniu Śląskim. Ukończył kolejno szkołę podstawową w Krapkowicach i średnią w Gogolinie. Po pomyślnie zdanym egzaminie maturalnym rozpoczął w 1967 roku studia w Akademii Górniczo-Hutniczej w Krakowie, uzyskując w 1973 roku tytuły magistra inżyniera. Rok wcześniej skończył roczne studia podyplomowe z zakresu kulturalno-oświatowego na Uniwersytecie Jagiellońskim. Po ukończeniu studiów wrócił do Opola i rozpoczął pracę jako asystent w Wyższej Szkole Inżynieryjnej. Podjął równocześnie studia doktoranckie na Politechnice Wrocławskiej, uzyskując w 1976 roku stopień naukowy doktora nauk technicznych. Zaraz po promocji otrzymał stanowisko adiunkta w opolskiej WSI (od 1996 roku pod nazwą Politechniki Opolskiej). W latach 1981–1985 był kierownikiem Zakładu Cybernetyki Technicznej WSI. Następnie odbył 6-miesięczny w 1986 roku staż naukowy w Politechnice Wrocławskiej. Po przemianach ustrojowo-gospodarczych w 2. połowie lat 80. XX wieku założył w 1987 roku firmę informatyczną, której był współwłaścicielem (do 1996 roku). W latach 1989–1990 był specjalistą do spraw mikroprocesów w Opolskich Zakładach Przemysłu Wapienniczego w Tarnowie. W latach 1996–1999 piastował urząd prodziekana do spraw studenckich, a następnie w latach 1999-2005 do spraw organizacyjnych Wydziału Elektrotechniki i Automatyki PO. Potem od 2005 do 2008 roku był zastępcą dyrektora Instytutu Automatyki i Informatyki PO oraz pełniącym obowiązki kierownika Katedry Automatyki i Systemów Informatycznych. W latach 2008–2012 ponownie był prodziekanem Wydział Elektrotechniki, Automatyki i Informatyki PO, ale tym razem do spraw studenckich. W 2012 roku objął funkcję zastępcy dyrektora Instytutu Automatyki i Informatyki.
Jest członkiem Polskiego Towarzystwa Elektrotechniki Teoretycznej i Stosowanej oraz Komisji Metrologii katowickiego oddziału Polskiej Akademii Nauk. Jego dorobek naukowy liczy blisko 70 publikacji, w tym 8 skryptów. Wypromował kilkudziesięciu magistrów i inżynierów.